# Trionymus cambodiensis
Trionymus cambodiensis är en insektsart som beskrevs av Takahashi 1942. Trionymus cambodiensis ingår i släktet Trionymus och familjen ullsköldlöss. Inga underarter finns listade i Catalogue of Life.